# 貝科博德
貝科博德是烏茲別克的城市，由塔什干州負責管轄，位於該國東部，距離首府塔什干115公里，始建於1945年，海拔高度305米，主要經濟活動是金屬工業，2009年人口101,292。

## 外部連結
- Bekabad -- Encyclopædia Britannica （页面存档备份，存于）
- Bekabad - Wikimapia （页面存档备份，存于）